# Guido Marini
Guido Marini, född 31 januari 1965 i Genua, är en italiensk romersk-katolsk präst och biskop av Tortona. Marini biskopsvigdes av påve Franciskus i Peterskyrkan den 17 oktober 2021.
Marini var påvlig ceremonimästare från 2007 till 2021.

## Bilder
| - Biskop Guido Marinis vapen. |